# عبيد الله بن جحش
عبيد الله بن جحش بن رئاب الأسدي، هو ابن عمة النبي محمد، وأمه أميمة بنت عبد المطلب، وأخو أم المؤمنين زينب بنت جحش، وكذلك أخو عبد الله بن جحش، وقد كان زوجًا لأم المؤمنين أم حبيبة بنت أبي سفيان، فأنجبت له حبيبة.

## نسبه وحياته
هو عُبيد الله بن جحش بن رياب بن يعمر بن صبِرة بن مرة بن كبير بن غنم بن دودان بن أسد بن خزيمة، أبوه جحش بن رياب، قيل بأنه لم يدرك الإسلام، وذكر ابن حجر العسقلاني في الإصابة أن ابن حبان ذكر جحش في الصحابة، وأما عن أم عبيد الله فهي أميمة بنت عبد المطلب عمة النبي محمد، أختلف في إسلامها، وذكر البعض بأن أميمة أسلمت وهاجرت وأطعمها رسول الله أربعين وسقًا من تمر خيبر. فيكون عبيد الله ابن عمة النبي محمد، وقد كان زوجًا لأم المؤمنين أم حبيبة بنت أبي سفيان، فأنجبت له حبيبة، وتزوجت حبيبة من داود بن عروة بن مسعود الثقفي.
وأخوته هم: عبد الله بن جحش الذي كان من المسلمين الأوائل، وقتل يوم أحد، وأبي أحمد عبد بن جحش أحد السابقين في الإسلام، وأخواته هم: زينب بنت جحش وهي أم المؤمنين وإحدى زوجات النبي محمد، وحمنة بنت جحش زوجة الصحابي مصعب بن عمير ثم طلحة بن عبيد الله. وأمّ حبيب بنت جَحْش وقيل: أم حبيبة قال ابن سعد: «وبعض أصحاب الحديث يقلب اسمها فيقول أمّ حبيبة وإنّما هي أمّ حبيب واسمها حبيبة.» وقد تزوجها عبد الرحمن بن عوف ولَم تلد له شيئًا.

## هجرته إلى الحبشة
ذكرت المصادر التاريخية وكتب السير النبوية أنه أسلم وهاجر إلى الحبشة مع زوجته أم حبيبة ثم تنصَّر بالحبشة ومات على النصرانية.
وأخرج ابن إسحاق عن محمد بن جعفر بن الزبير قال: «كان عبيد الله ابن جحش - حين تنصر - يمر بأصحاب رسول الله صلى الله عليه وسلم، وهم هنالك من أرض الحبشة، فيقول: فقحنا وصأصأتم، أي أبصرنا وأنتم تلتمسون البصر، ولم تبصروا بعد». وروى الحاكم في المستدرك عن الزهري وفيه: «ثم افتتن وتنصر فمات وهو نصراني وأثبت الله الإسلام لأم حبيبة والهجرة ثم تنصر زوجها ومات وهو نصراني وأبت أم حبيبة بنت أبي سفيان أن تتنصر».
والبعض من المعاصرين يرى أن ردة عبيد الله لم تثبت، ويعتبرون الروايات التي تقول بارتداد عبيد الله روايات مرسلة وضعيفة، واستدل البعض بحوار دار بين هرقل وأبي سفيان وكان إذ ذاك مشركاً أنه سأله ـ ضمن سؤالاته ـ: «هل يرتد أحدٌ منهم سخطة لدينه بعد أن يدخل فيه؟ فأجاب أبو سفيان: لا». ولو كان عبيد الله قد تنصّر لوجدها أبو سفيان فرصة للنيل من النبي محمد ودعوته، كما فعل لما سُئل: «فهل يغدر؟ قلت: لا، ونحن منه في مدة لا ندري ما هو فاعل فيها؟ قال: ولم تمكنِّي كلمة أُدخل فيها شيئاً غير هذه الكلمة»، ولا يمكن القول بأن أبا سفيان لم يعلم بردّة عبيد الله ـ لو صحت ـ لأنه والد زوجه أم حبيبة.